# Sangeacul Novi Pazar
Sangeacul Novi Pazar (în albaneză Sanxhaku i Pazarit të Ri; în sârbocroată Novopazarski sandžak, cu caractere chirilice: Новопазарски санџак; în turcă Yeni Pazar sancağı) a fost un sangeac otoman (unitate administrativă de nivelul doi) creat în 1865. A fost reorganizat în 1880 și 1902. Stăpânirea otomană în regiune a ținut până la Primul Război Balcanic (1912) și la Tratatul de la Londra (1913). Sangeacul Novi Pazar cuprindea teritorii din nord-estul Muntenegrului și sud-vestul Serbiei de astăzi, inclusiv unele părțile nordice din Kosovo. Actualmente, zona se individualizează și astăzi drept regiunea istorică Sandžak.

## Istorie

### Context: cucerirea otomană a regiunii Raška
În Evul Mediu, Raška⁠(d) a fost una dintre regiunile centrale ale Serbiei medievale. Incursiunile turcilor otomani au început la sfârșitul secolului al XIV-lea, în urma bătăliei de la Kosovo Polje din 1389 și a creării mărcii de frontieră turcești (în sârbocroată krajište) de la Skopje⁠(d) în 1392. Cucerirea finală a regiunii Raška a avut loc în 1455, când Isa-Beg Isaković⁠(d), guvernatorul otoman bosniac al Skopje-ului, a capturat părțile de sud-vest ale Despotatului Sârb.
La început, Raška a fost inclusă în granițele mărcii Skopje, al cărei pașă, Isa-Beg Isaković, a hotărât să ridice o nouă fortăreață lângă mai vechiul târg Staro Trgovište (în turcă Eski Pazar, literalmente „Târgul Vechi”). Noua așezare avea să fie cunoscută sub numele de Novi Pazar (în turcă Yeni Pazar, adică „Târgul Nou”). Isaković a construit aici o moschee, precum și băi publice, un han și o tabără militară. Novi Pazar a aparținut la început vilaietului Jeleč din marca de frontieră Skopje, dar a mai fost administrat și în cadrul vilaietelor Ras și Sjenica.
Până în 1463, regiunea fusese încorporată în nou-creatul sangeac al Bosniei. Sediul cadiului⁠(d) a fost ulterior transferat de la Jeleč la Novi Pazar nu cu mult înainte de 1485, iar din acel moment orașul a devenit cel mai important centru din părțile de sud-est ale sangeaculului bosniac. Regiunea Novi Pazar a rămas parte a Sanjacului Bosniei până în 1864.

### Înființarea sangeacului Novi Pazar
În urma promulgării în 1864 a Legii Vilaietelor și a reorganizării eyaletului Bosniei în 1865, regiunea Novi Pazar a devenit un sangeac separat, cu sediul administrativ în orașul Novi Pazar. Inițial, el cuprindea kazalele (districtele) Yenivaroș, Mitroviça, Gusinye, Trgovište, Akova, Kolașin, Prepol și Tașlıca.
Inițial, sangeacul Novi Pazar a aparținut vilaietului Bosniei, înainte de a deveni parte a nou-înființatului vilayet Kosovo în 1878. Acesta cuprindea cea mai mare parte a regiunii Sandžak de astăzi (numită după sangeacul Novi Pazar) – cunoscută și sub numele de Raška⁠(d) – precum și părțile de nord-est ale Muntenegrului și unele părți de nord din Kosovo (în jurul Mitrovicei).

### Congresul de la Berlin (1878)

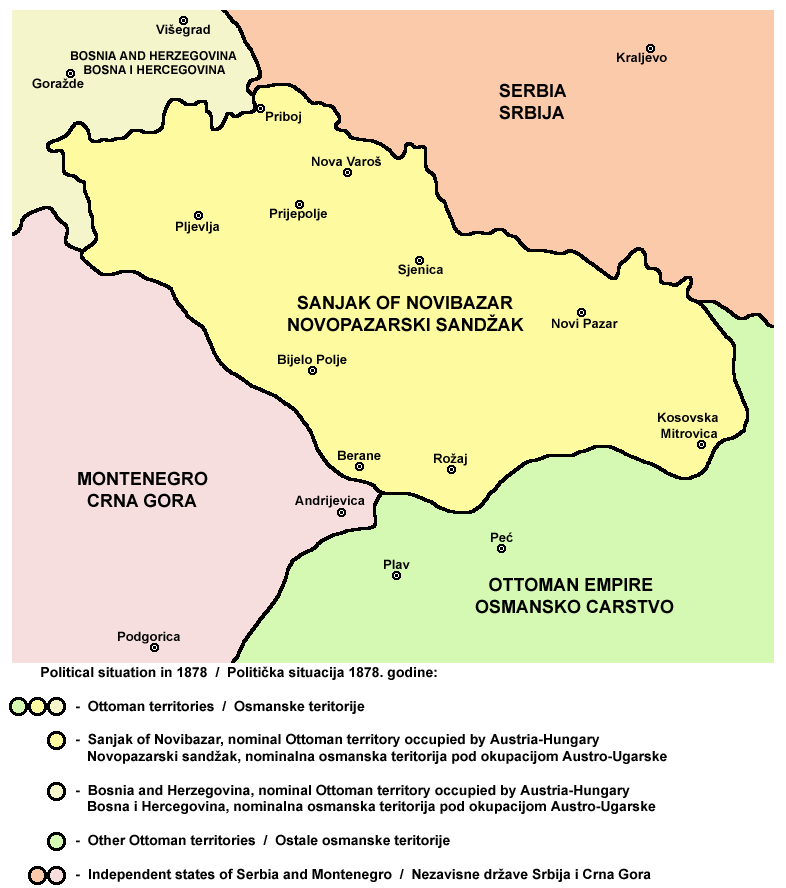
Situația politică din 1878

La Congresul de la Berlin din 1878, ministrul austro-ungar de externe Andrássy⁠(d) a obținut, pe lângă ocupația austro-ungară a Bosniei și Herțegovinei, dreptul de a amplasa garnizoane în sangeacul Novi Pazar, care a rămas sub administrație otomană. Sangeacul a continuat să despartă Serbia de Muntenegru și se preconiza că garnizoanele austro-ungare de acolo vor deschide calea pentru o ofensivă spre Salonic, menită să „aducă jumătatea vestică a Balcanilor sub influență austriacă permanentă”. „Înaltele autorități militare [austro-ungare] își doreau [o ...] expediție majoră imediată, având ca obiectiv Salonicul.”
La 28 septembrie 1878, ministrul finanțelor, Koloman von Zell, a amenințat că va demisiona dacă armatei, în spatele căreia se afla arhiducele Albert, i se va permite să avanseze spre Salonic. În sesiunea Parlamentului maghiar din 5 noiembrie 1878, opoziția a propus ca ministrul de externe să fie demis pentru încălcarea Constituției prin politica sa din timpul crizei din Orientul Apropiat și prin ocuparea Bosniei și Herțegovinei. Moțiunea a fost respinsă cu 179 la 95. Cele mai grave acuzații au fost formulate împotriva lui Andrassy de către parlamentarii de rând ai opoziției.
La 10 octombrie 1878, diplomatul francez Melchior de Vogüé⁠(d) descria situația astfel:
În special în Ungaria, nemulțumirea provocată de această „aventură” a atins cele mai grave proporții, fiind provocată de acel puternic instinct conservator care animă rasa maghiară și care este secretul destinelor sale. Acest instinct viguros și exclusivist explică fenomenul istoric al unui grup izolat, mic ca număr, dar care domină o țară locuită de o majoritate de popoare de rase diferite și cu aspirații conflictuale, și care joacă un rol în afacerile europene disproporționat față de importanța sa numerică sau cultura sa intelectuală. Acest instinct este trezit astăzi și avertizează că ocupația Bosniei și Herțegovinei este percepută ca o amenințare care, prin introducerea de elemente slave noi în organismul politic maghiar și prin asigurarea unui câmp mai larg și a unei recrutări suplimentare pentru opoziția croată, ar perturba echilibrul instabil în care se află dominația maghiarilor.
Această expansiune austro-ungară spre sud, în detrimentul Imperiului Otoman, a fost concepută pentru a împiedica extinderea influenței ruse și unirea Serbiei cu Muntenegru.

### Schimbări administrative otomane

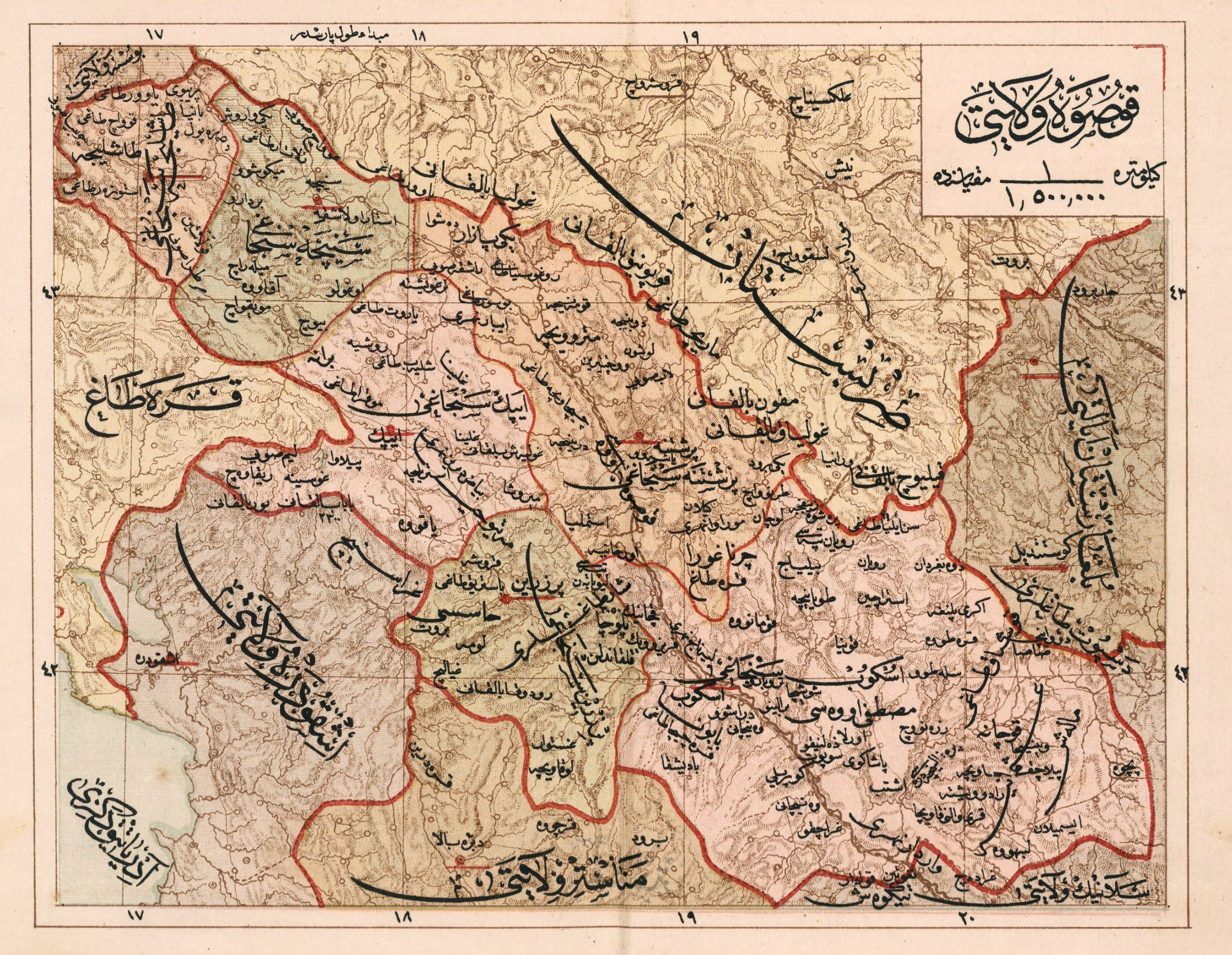
Diviziuni administrative în 1907, cu sangeacurile Pljevlja și Sjenica în nord-vest și cu orașul Novi Pazar aparținând sangeacului Priština

Pentru a contracara influența austro-ungară în regiunea Raška⁠(d), guvernul otoman a făcut o nouă modificare administrativă: sangeacul Novi Pazar a fost separat de vilaietul Bosniei și atașat vilaietului Kosovo, înființat în 1877. La scurt timp au urmat alte schimbări administrative. În 1880, întreaga parte vestică a sangeacului Novi Pazar a fost reorganizată și acolo a fost înființat un sangeac separat, Pljevlja, care includea kazalele (districtele) Pljevlja (reședința), Prijepolje⁠(d) și mundiratul Priboj: acestea erau locațiile garnizoanelor austro-ungare.
O altă schimbare administrativă importantă a avut loc în 1902, când kazaua Novi Pazar a fost transferată sub jurisdicția sangeacului Prishtina, iar restul sangeacului Novi Pazar a fost reorganizat ca sanjacul Sjenica, care includea kazalele Sjenica (reședința), Nova Varoš, Bijelo Polje și Kolašinul de Jos (parte a comunelor actuale Bijelo Polje și Mojkovac).
Această mișcare nu a fost acceptată de musulmanii slavi din Novi Pazar, deoarece au considerat-o o dovadă de lipsă de respect și o dovadă de neîncredere din partea autorităților otomane centrale. În urma Revoluției Junilor Turci din 1908, în viața politică locală au fost introduse unele schimbări democratice, permițând participarea liderilor nemusulmani (creștini și evrei) în organismele administrative locale.

### Retragerea garnizoanelor austro-ungare în 1908
La începutul anului 1908, Austro-Ungaria și-a anunțat intenția de a construi o cale ferată prin sangeac către Macedonia otomană. Aceasta a provocat agitație internațională. În negocierile cu Rusia, însă, austro-ungarii au indicat că ar fi dispuși să renunțe la sangeacurile Pljevlja și Sjenica în schimbul recunoașterii anexării Bosniei și Herțegovinei. Garnizoanele austro-ungare au fost retrase din regiune în 1908, în urma anexării oficiale de către Austro-Ungaria a vilaietului otoman vecin, Bosnia, care aparținuse de jure Imperiului Otoman până în 1908, dar se afla sub ocupație militară austro-ungară de la Tratatul de la Berlin din 1878.

### Războaiele Balcanice (1912–1913) și sfârșitul dominației otomane
În urma înfrângerii otomanilor în Primul Război Balcanic din 1912–1913, teritoriul sangeacurilor otomane Pljevlja, Sjenica și Priština a fost împărțit între Serbia și Muntenegru în conformitate cu termenii Tratatului de la Londra (1913), regiunea Pljevlja devenind parte a Muntenegrului, iar Sjenica și Novi Pazar, împreună cu restul sangeacului Priština, a devenit parte a Serbiei.
Carlo Papa di Castiglione d'Asti (1869-1955), maior italian și atașat militar la Belgrad și București între 1908 și 1913, a observat înaintarea armatei sârbe. El a relatat că armata extermină populația albaneză din Novi Pazar pentru a facilita dominația sârbilor. Când trupele sârbești au intrat în sangeacul Novi Pazar, sute de civili au fost uciși. Armata Ibar, sub comanda generalului Mihailo Živković, a intrat în sanjac și a pacificat populația albaneză pe principiul „soletudinem faciunt pacem appellant” („Ei fac un deșert și îl numesc pace”).

## Populația
Populația sangeacului Novi Pazar era diversă din punct de vedere etnic și religios. Cele cinci kazale (districte) ale sangeacului Novi Pazar la acea vreme erau: Akova, Sjenica⁠(d), Kolašin⁠(d), Novi Pazar și Nova Varoš⁠(d). Întrucât instituțiile otomane înregistrau doar afilierea religioasă, nu există statistici oficiale otomane privind etnia. În general, în regiune trăiau trei grupuri principale: sârbi ortodocși, albanezi musulmani și slavi musulmani (menționați în sursele contemporane ca musulmani bosniaci sau herțegovineni). Mici comunități de romi, turci și evrei trăiau în principal în orașe. În 1878-1881, în sangeac s-au stabilit muhaciri⁠(d) (refugiați) slavi musulmani din zonele care au devenit parte a Muntenegrului. Consulatele austriac, bulgar și sârb din zonă și-au realizat fiecare propriile estimări etnografice despre sangeac. Ministerul de Externe bulgar a întocmit un raport despre regiunea Sandžak în 1901-1902.
Conform raportului bulgar, în kazaua Akova existau 47 de sate albaneze care aveau 1.266 de gospodării. Sârbii locuiau în 11 sate care aveau 216 gospodării. Existau și sate mixte — locuite atât de sârbi, cât și de albanezi — care aveau 115 gospodării cu 575 de locuitori. Orașul Akova (Bijelo Polje) avea 100 de gospodării albaneze și sârbe.
Kazaua Sjenica era locuită în principal de sârbi ortodocși (69 de sate cu 624 de gospodării) și musulmani bosniaci (46 de sate cu 655 de gospodării). Șaptesprezece sate aveau o populație atât de sârbi ortodocși, cât și de musulmani bosniaci. Albanezii (505 gospodării) locuiau exclusiv în orașul Sjenica⁠(d).
Kazaua Novi Pazar avea 1.749 de gospodării în 244 de sate sârbești și 896 de gospodării în 81 de sate albaneze. Nouă sate locuite atât de sârbi, cât și de albanezi aveau 173 de gospodării. Orașul Novi Pazar avea un total de 1.749 de gospodării sârbești și albaneze, cu 8.745 de locuitori.
Kazaua Kolašin avea 27 de sate albaneze cu 732 de gospodării și 5 sate sârbești cu 75 de gospodării. Centrul administrativ al kazalei, Šahovići, avea 25 de gospodării albaneze.
Kazaua Novi Varoš avea 19 sate sârbești cu 298 de gospodării și „un sat bosniac cu 200 de case”. Novi Varoš avea 725 de gospodării sârbești și unele albaneze.
Ultima înregistrare oficială a populației sangeacului Novi Pazar înainte de Războaiele Balcanice a fost efectuată în 1910. Recensământul otoman din 1910 a înregistrat 52.833 de musulmani și 27.814 de sârbi ortodocși. Aproximativ 65% din populație erau musulmani și 35% ortodocși sârbi. Majoritatea populației musulmane erau albanezi.

## Orașe
Câteva orașe importante din sangeac au fost: (Numele otomane între paranteze).
- Novi Pazar (Yenipazar)
- Sjenica⁠(d) (Seniça)
- Prijepolje⁠(d) (Prepol)
- Nova Varoš⁠(d) (Yenivaroș)
- Priboj (Priboy)
- Mitrovica (Mitroviça, Metrofçe)
- Pljevlja (Tașlıca)
- Bijelo Polje (Akova)
- Berane (Berane)
- Rožaje (Rozaje)